# Vittorio Capraro
Vittorio Capraro (Trento, 10 dicembre 1911 – Milano, 1988) è stato un fisiologo e chimico italiano, con cattedra di Fisiologia umana e di Chimica biologica. Dal 1951 è stato professore straordinario di Fisiologia generale nell'Università degli Studi di Urbino, dove dal 1953 è stato anche preside della Facoltà di Farmacia. È stato direttore dell'Istituto di biologia presso l'Istituto Carlo Erba di Milano.
Nel 1966 vinse il Premio Feltrinelli per Scienze biologiche e Applicazioni
Capraro con la sua squadra ha isolato dalla mucosa gastrica alcune glicoproteine in grado di legarsi con la vitamina B12 e di assorbire nell'intestino l'azoto e i grassi.
Viene ricordato con un busto nella sede principale dell'Università degli Studi di Milano.

## Opere
- Le Basi Molecolari della vita
- Medicina d'oggi letture de le Scienze